# ماريا أنجيلا هولغوين
ماريا أنجيلا هولغوين كويلار (بالإسبانية: María Ángela Holguín)‏ (وُلدت في 13 نوفمبر 1963) هي وزيرة خارجية كولومبيا. وعملت أيضاً كممثل دائم لكولومبيا لدى الأمم المتحدة، وسفير كولومبيا في فنزويلا.

## نشأتها وتعليمها
وُلدت ماريا أنجيلا هولغوين كويلار في 13 نوفمبر 1963 وهي ابنة كل من جوليو هولغوين أومانيا ولوسيلا كويلار كالديرون. وتربطها علاقة قرابة بكارلوس وخورخي هولغوين اللذان عينا لفترة وجيزة كرؤساء مؤقتين لكولومبيا في الفترتين الرئاسيتين 1888-1892 و1921-1922 على التوالي.
درست هولغوين في مدرسة للألعاب الرياضية للبنات في بوغوتا، ثم درست الفرنسية في جامعة باريس 10. حصلت على شهادة البكالوريوس في العلوم السياسية من جامعة لوس أنديز بكولومبيا عام 1988، كما أكملت تخصص الإدارة العامة والمؤسسات الإدارية في عام 1992.

## أوسمة
في 12 سبتمبر 2023، منحها الرئيس الفلسطيني محمود عباس نجمة الاستحقاق من وسام دولة فلسطين تقديرًا لدورها في اعتراف كولومبيا بدولة فلسطين خلال توليها منصب وزير الخارجية بين عامي 2010 و2018.